# 赫爾托普鄉 (蘇恰瓦縣)
47°29′N 26°22′E / 47.483°N 26.367°E
赫爾托普鄉（羅馬尼亞語：Comuna Hârtop, Suceava），是羅馬尼亞的鄉份，位於該國東北部，由蘇恰瓦縣負責管轄，面積19平方公里，海拔高度363米，2007年人口2,614，人口密度每平方公里141人。